# L'amore breve
Pour plus de détails, voir Fiche technique et Distribution.
L'amore breve, également connu sous le titre Lo stato d'assedio, est un drame italien réalisé par Romano Scavolini et sorti en 1969.

## Synopsis
Le professeur Crusich, un homme d'un certain âge, revient à Trieste pour affaires. Le chauffeur qui le prend en charge lui parle de l'état de décadence dans lequel se trouve la ville. Crusich lit alors dans le journal que Lorenzo Waldner, fils du consul de la République dominicaine William Waldner, a remporté une compétition d'escrime junior.
Lorenzo, qui vient de rentrer de l'internat, souffre d'un complexe d'Œdipe. Retrouvant la trace de son père, il découvre que le poste de consul a été révoqué. Lorenzo propose alors de raccompagner Roberta, une amie d'âge mûr de sa mère, une veuve qui plaît toujours, et, pour l'impressionner, il exécute des manœuvres dangereuses dans les rues de Trieste ; ils s'arrêtent dans une taverne où ils boivent deux verres de grappa. Roberta raconte à Lorenzo ses expériences de vie et ses aspirations. Dans la maison de la femme, ils ont des rapports sexuels.
Anita, la mère de Lorenzo, confie à Roberta que, depuis quelque temps, Lorenzo lui semble étrange et qu'elle pense qu'il en veut à son père. Lorenzo rencontre Roberta dans la rue et la suit à une vente aux enchères d'œuvres d'art mais, voyant que ses parents sont également présents, il s'en va. Il retrouve Roberta dans les jardins de Miramare ; elle s'interroge sur l'attitude à adopter vis-à-vis du jeune homme, pour lequel elle commence à éprouver un certain engouement.
Roberta revoit ensuite l'ingénieur Giorgio Vallauri, son ancien amant, qu'elle avait déjà rencontré par hasard quelques jours auparavant. Vallauri est le directeur d'un chantier naval, essayant d'obtenir des commandes pour occuper ses ouvriers, et lui confie qu'après tant d'années, son amour pour elle a été supplanté par une passion sociale.
Lors d'une visite de fouilles archéologiques avec les Waldner et Roberta Crusich, il commence à donner des conseils de vie à Lorenzo, qui n'ouvre pas la bouche. Roberta se dispute alors avec son petit ami milanais, venu lui rendre visite à Trieste. Lorenzo, qui voit sa voiture, fait demi-tour. Roberta s'en aperçoit et son attitude envers l'homme devient beaucoup plus agressive, jusqu'à le congédier.
Roberta part ensuite en voyage avec Lorenzo à Opatija, en Yougoslavie, où ils s'arrêtent au luxueux Palace Hotel. Bien qu'il ne soit que 6 heures du matin, ils exigent qu'on leur serve un déjeuner, auquel ils invitent également le camionneur qui les a conduits. Roberta détruit alors un miroir sur lequel un artiste yougoslave a peint une célébration du socialisme, et Lorenzo en prend la responsabilité, afin de la protéger ; en contrepartie, après être monté dans sa chambre, il a droit à un strip-tease, vécu avec malaise par Roberta, qui repart seule le lendemain matin.
Quelques jours plus tard, les syndicats confédéraux déclenchent une grève générale dans les chantiers navals. Waldner va voir Vallauri dans son bureau, qui lui confie son impuissance et son amertume de n'avoir pu empêcher les licenciements. Waldner lui répond qu'il n'y a aucun moyen de l'empêcher dans les circonstances actuelles.
Lorenzo, quant à lui, se rend chez son ami Umberto Calligarich, militant de gauche, qui a préparé une déclaration de solidarité avec les travailleurs. Umberto l'avertit que sa famille bourgeoise appartient à « une société assiégée et en faillite » et que, pour lui, le seul moyen de « briser l'état de siège » serait un acte révolutionnaire. Umberto, quant à lui, appartient également à la grande bourgeoisie et ne veut pas être en avance sur son temps « en attendant la révolution ». Lorenzo, agacé, fonce avec sa voiture vers la maison de Roberta et finit par renverser un motocycliste qui reste allongé sur le sol ; pris de panique, il s'enfuit sans porter secours. Il est ensuite accompagné par Crusich au poste de police et doit avouer qu'il ne rentrait pas du tout chez lui, comme il l'avait initialement déclaré. Crusich, malgré ses antécédents (peut-être liés à une homosexualité à peine évoquée), parvient néanmoins à faire en sorte que Lorenzo ne soit pas détenu et accueille le garçon chez lui jusqu'à ce qu'une heure soit fixée pour son retour à la maison. La mère de Lorenzo n'est pas enthousiaste à l'idée que son fils fréquente Crusich, mais son fils la confronte en revendiquant le droit de faire ses propres choix.
Lors de la fête d'adieu de William Waldner au consulat, Vallauri demande à Roberta de se mettre avec lui, mais elle refuse ; l'ingénieur s'enivre et est pris en pitié par les invités. Pendant ce temps, Roberta, isolée dans une chambre avec Lorenzo, lui confie la douleur qu'elle a ressentie en voyant mourir son premier mari et qu'elle ne voit que solitude dans son avenir.
Le lendemain matin, Vallauri se rend dans une cale sèche et se suicide, comme le révèlent les paroles de Crusich à Lorenzo.
Dans la dernière séquence, Lorenzo court et fait des sauts périlleux dans la neige.

## Fiche technique
- Titre original : L'amore breve ou Lo stato d'assedio[1]
- Réalisation : Romano Scavolini
- Scénario : Gianfranco Calligarich
- Photographie : Mario Carbone (it)
- Montage : Romeo Ciatti
- Musique : Robby Poitevin
- Décors : Emliano Tolve
- Production : F. T. Gay, Angelo Battiferri
- Société de production : Cinegai
- Pays de production :  Italie
- Langue originale : italien
- Format : couleurs - 1,85:1 - Son mono - 35 mm
- Genre : drame
- Durée : 90 minutes
- Dates de sortie :
  - Italie : 28 août 1969

## Distribution
- Mathieu Carrière : Lorenzo Waldner
- Joan Collins : Roberta
- Massimo Serato : Federico Crusich
- Faith Domergue : Anita, la mère de Lorenzo
- Antonio Centa : William Waldner
- Antonio Cantafora : Umberto Calligarich
- Lanfranco Cobianchi : Trevisan
- Frank Wolff : Giorgio Vallauri
- Gianni Di Benedetto : commissaire
- Carlo Reali : conducteur
- Gaetano Imbrò : prisonnier
- Gianni Pulone : policier